# Karel Mejstřík
Karel Mejstřík (28. října 1902 Beroun – 14. září 1994 Rakovník) byl československý a český prozaik, publicista a pedagog. Hlavním tématem jeho děl je život na venkově, Rakovnicku a Křivoklátsku.

## Život
Narodil se v rodině městského radního v Berouně, strojníka (strojního zámečníka) Eduarda Mejstříka a jeho manželky Růženy, rozené Jedličkové. V roce 1921 maturoval na reálném gymnáziu v Berouně. Ve studiích pokračoval na Filozofické fakultě UK, studia však nedokončil z finančních a rodinných důvodů a stal se učitelem.
K roku 1922 byl učitelem v Čisté a Senomatech, o pět let později začal učit v Rakovníku. Po válce se stal okresním knihovnickým a osvětovým inspektorem a v roce 1950 vedoucím odboru kultury ONV.
Karel Mejstřík byl také inspektor kultury, ochotnický divadelník a režisér. Stál u zrodu rakovnické obrazárny (dnes Rabasova galerie) a byl zakládajícím a dlouholetým členem redakce Rakovnických novin, kam psal literární a výtvarné kritiky, články a fejetony. Rakovnicko a místní obyvatelé jsou nejčastějším námětem jeho literárních děl. Knihy jsou doprovázeny pozoruhodnými ilustracemi místních malířů (Václav Rabas, Radomír Kolář). Mejstřík je také autorem divadelních her a knihy vzpomínek na významné osobnosti Rakovnicka „Jak jsem je potkal“.

## Dílo
beletrie
- 1934: Na Přílepském bělidle
- 1936: Neuvoď nás
- 1947: Režná zem
- 1959: Smrt a les (ilustrace Radomír Kolář)
- 1962: Domov můj
- 1978: Těžké kročeje
- 1983: Rakovnické povídačky

další práce otištěné v Rakovnických novinách a poté samostatně v brožuře
- 1973 Rakovníkem po velkých stopách
- 1974 Rakovnickem po velkých stopách
- 1976 Jak jsem je potkal
- 1986 Kulturní Rakovník
- 1987 Deset bohatých let
- 1990 Vzpomeňte a nezapomeňte 1938-1945

Rakovnické noviny 1992–1993
- 1980: rukopis novely Diogénes a kočky

### Divadlo
- Pro lásku a cech – dramatizace humoresky Kdo s koho? od Zikmunda Wintera
- Kam jdeš Jene – o Janu Husovi
- Tvrdá cesta – z doby po první světové válce
- Blýskání na časy – z nedávné současnosti

## Památka
- portrét K. Mejstříka (sochař Miroslav Pangrác)
- 1983–84: monument K. Mejstříka (sochař Miroslav Pangrác)[4]